# Certificado de estudos de língua galega

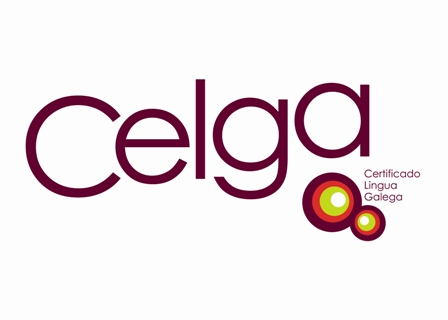
Logotipo do CELGA

O certificado de estudos de língua galega (CELGA) é um teste de proficiência realizado através de exames oficiais que certificam o grau de competência e domínio do idioma galego. Constitui uma prova de certificação adaptada ao Quadro Europeu Comum de Referência para as Línguas.
Os exames são organizados pela Secretaria Geral de Política Linguística, entidade ligada à Junta da Galiza. Esta entidade, além de organizar periódicamente convocatórias de exame para a certificação do idioma galego, oferece cursos formativos de preparação que, no entanto, não possuem validade oficial. No ano de 2012, 3.863 realizaram o exame CELGA.
O sistema de exame CELGA vem-se realizando desde 2007, de acordo com os critérios da Association of Language Testers in Europe (ALTE), organização avaliadora de níveis de conhecimento linguístico.

## Níveis
Existem cinco níveis no sistema de certificação de estudos na língua galega:
- CELGA 1: nível inicial, que permite satisfazer as necessidades de comunicação mais básicas.
- CELGA 2: nível suficiente para participar em um conjunto variado de situações de comunicação com relativa segurança e eficacia.
- CELGA 3: nível intermediário, que permite empregar a língua galega com um grau importante de correção normativa sobre temas diversos.
- CELGA 4: nível suficiente para expressar-se com fluidez e espontaneidade na maior parte das situações comunicativas.
- CELGA 5: nível avançado, que permite expressar-se sem dificuldades e com correção em qualquer tipo de situação de comunicação, tanto formal quanto informal.

## Competências
O exame CELGA está relacionado ao Quadro Europeu Comum de Referência para Línguas, contando com cinco níveis de conhecimento:
| Níveis  | Compreensão | Compreensão | Falar | Falar | Escrever |
| Níveis  | Compreensão oral | Compreensão leitora | Interação oral | Expressão oral | Expressão escrita |
| ------- | --- | --- | --- | --- | --- |
| CELGA 1 | Compreendo frases e o vocabulário mais habitual sobre temas de interesse pessoal (informação pessoal e familiar mais básica, compras, local de residência, emprego). Sou capaz de captar a ideia principal de avisos e mensagens breves, claros e singelos. | Sou capaz de ler textos muito breves e singelos. Sei encontrar informações específicas e previsíveis em textos singelos e cotidianos como anúncios publicitários, prospectos, menus ou horários, e compreendo cartas pessoais breves e singelas. | Posso comunicar-me em tarefas singelas e habituais que requerem um intercambio simples e direto de informação sobre atividades e assuntos cotidianos. Sou capaz de realizar intercâmbios sociais muito breves, ainda que, de modo geral, não posso compreender o suficiente para manter uma conversa por mim mesmo.                      | Utilizo uma série de expressões e frases para descrever com termos singelos a minha família e outras pessoas, as minhas condições de vida, a minha origem educativa e o meu trabalho atual ou o último que tive.                                                                                         | Sou capaz de escrever notas e mensagens breves e singelas relativas às minhas necessidades imediatas. Posso escrever cartas pessoais muito singelas, por exemplo agradecendo algo a alguém. |
| CELGA 2 | Compreendo as ideias principais quando o discurso é claro e normal e se tratam de assuntos cotidianos que tenham lugar no trabalho, na escola, durante o tempo de lazer, etc. Compreendo a ideia principal de muitos programas de rádio ou televisão que tratam de temas atuais ou assuntos de interesse pessoal ou profissional, quando a articulação é relativamente lenta e clara. | Compreendo textos redigidos em uma língua de uso habitual e cotidiano ou relacionada ao trabalho. Compreendo a descrição de acontecimentos, sentimentos e desejos em cartas pessoais.                                                            | Sei desenvolver-me em quase todas as situações que se apresentam quando viajo onde se fala essa língua. Posso participar de forma espontânea em uma conversa que trate de temas cotidianos de interesse pessoal ou que sejam pertinentes para a vida diária (por exemplo, família, afeições, trabalho, viagens e acontecimentos atuais). | Sei conectar frases de forma singela com objetivo de descrever experiências e feitos, os meus sonhos, esperanças e ambições. Posso explicar e justificar brevemente as minhas opiniões e projetos. Sei narrar uma história ou relato, o enredo de um livro ou filme e posso descrever as minhas reações. | Sou capaz de escrever textos singelos e bem conectados sobre temas que me são familiares ou de interesse pessoal. Posso escrever cartas pessoais que descrevem experiências e impressões. |
| CELGA 3 | Compreendo discursos e conferências extensas e inclusive sigo linhas argumentativas complexas sempre que o tema seja relativamente conhecido. Compreendo quase todas as notícias da televisão e os programas sobre temas atuais. Compreendo a maioria dos filmes nos quais se falam um nível padrão de linguagem.                                                                     | Sou capaz de ler artigos e informes relativos a problemas contemporâneos nos quais os autores e autoras adotam posturas ou pontos de vista concretos. Compreendo a prosa literária contemporânea.                                                | Posso participar de uma conversa com certa fluidez e espontaneidade, o que possibilita a comunicação normal com pessoas falantes nativas. Posso tomar parte ativa em debates desenvolvidos em situações cotidianas explicando e defendendo os meus puntos de vista.                                                                      | Apresento descrições claras e detalhadas de uma série de temas relacionados com minha especialidade. Sei explicar um punto de vista sobre um tema expondo as vantagens e os inconvenientes de várias opções.                                                                                             | Sou capaz de escrever textos claros e detalhados sobre uma série de temas relacionados com meus interesses. Posso escrever redações ou informes transmitindo informação ou propondo motivos que apoiem ou refutem um punto de vista concreto. Sei escrever cartas que destacam a importância que dou a determinados feitos e experiências. |
| CELGA 4 | Compreendo discursos extensos inclusive quando não estão estruturados com clareza e quando as relações estão somente implícitas e não estão sinaladas explicitamente. Compreendo sem muito esforço os programas de televisão e os filmes. | Compreendo textos longos e complexos de carácter literário ou baseados em fatos, apreciando distinções de estilo. Compreendo artigos especializados e instruções técnicas longas, ainda que não se relacionem com a minha especialidade.         | Expresso-me com fluidez e espontaneidade sem ter que buscar de maneira muito evidente as expressões adequadas. Utilizo a linguagem com flexibilidade e eficácia para fins sociais e profissionais. Formulo ideias e opiniões com precisão e relaciono as minhas intervenções habilmente com a de outros falantes.                        | Apresento descrições claras e detalhadas sobre temas complexos que incluem outros temas, desenvolvendo ideias concretas e terminando com uma conclusão apropriada. | Sou capaz de expressar-me em textos claros e bem estruturados expondo pontos de vista com certa extensão. Posso escrever sobre temas complexos em cartas, redações ou informes ressaltando o que considero que sejam aspectos importantes. Seleciono o estilo apropriado para os leitores os quais serão dirigidos os meus escritos.       |
| CELGA 5 | Não tenho dificuldade alguma para compreender qualquer tipo de língua falada, tanto em conversas ao vivo como em discursos retransmitidos, ainda que se produzam em uma velocidade de fala nativa, sempre que tenha tempo para familiarizar-me com o sotaque. | Sou capaz de ler com facilidade praticamente todas as formas de língua escrita, incluindo textos abstratos, estrutural ou linguisticamente complexos como, por exemplo, manuais, artigos especializados ou obras literárias.                     | Tomo parte sem esforço em qualquer conversa ou debate e conheço bem modismos, frases feitas e expressões coloquias. Expresso-me com fluidez e transmito matizes sutis de sentido com precisão. Se tenho algum problema, sorteio a dificuldade com tanta discrição que as demais pessoas apenas notam.                                    | Apresento discrições ou argumentos de forma clara e fluída e com estilo adequado ao contexto e com uma estrutura lógica e eficaz que ajuda às pessoas ouvintes a fixarem-se nas ideias importantes e a recorda-las.                                                                                      | Sou capaz de escrever textos claros e fluidos em um estilo apropriado. Posso escrever cartas, informes ou artigos complexos que apresentem argumentos com uma estrutura lógica e eficaz que ajuda ao ouvinte a fixar-se nas ideias importantes e a recorda-las. Escrevo resumos e comentários de obras profissionais ou literárias.        |
| Níveis  | Compreensão oral | Compreensão leitora | Interação oral | Expressão oral | Expressão escrita |
| Níveis  | Compreender | Compreender | Falar | Falar | Escrever |